# Allmänna Annonsbyrån
Allmänna Annonsbyrån, senare Ted Bates AB och dylikt, var en av Sveriges större annonsbyråer under en stor del av 1900-talet.

## Historik
Allmänna Annonsbyrån AB (AAA) grundades 1927 i Stockholm. Efter några problemfyllda år var byrån nära konkurs och övertogs vid årsskiftet 1935/1936 av Knut Laurin och Gunnar H. Rune. Laurin var styrelseordförande och Rune var vd. De lyckades vända utvecklingen och gjorde AAA till en av de mer framgångsrika annonsbyråerna i Sverige.
Utöver Stockholm hade AAA även kontor i Göteborg och Helsingborg. Kontoret i Helsingborg hade kommit till sedan Findus velat flytta sin marknadsavdelning till Bjuv och var en viktig del i utvecklingen av reklamnäringen i Helsingborg.
År 1965 köpte amerikanska Ted Bates & Co byrån. AAA var då Sveriges fjärde största annonsbyrå. I april 1968 ändrades företagsnamnet således till AAA-Bates AB. Rune satt kvar som vd fram till 1969 när han efterträddes av Ralf W. Schalin.
År 1970 ändrades namnet åter till enbart Ted Bates AB. Byrån var detta år Sveriges sjätte största reklambyrå sett till omsättning med 152 anställda. År 1972 öppnades en byrå i Malmö.
År 1985 var Ted Bates Sveriges största reklambyrå, sett till intäkter exklusive media. Året därpå (1986) var man istället näst störst.
År 1994 tog Bates över den yngre reklambyrån September och bytte samtidigt namn till Bates September. År 1996 var byrån den nionde största i Sverige sett till byråintäkt. År 1997 ändrades namnet till Bates Sweden.
Svenska Bates hade under 1990-talet gått allt sämre och lade ner alla kontor utom det i Helsingborg. Bates Worldwide blev år 2003 en del av WPP plc som började avveckla Bates som internationellt varumärke. År 2004 fördes Bates i Helsingborg till WPP:s nya internationella reklamnätverk Red Cell, där även den nyligen inköpta byrån Stenström & Co skulle ingå. Namnet blev därefter Bates / Red Cell. Efter några förlusttyngda år avvecklades byrån år 2009.

## Kunder och kampanjer
År 1951 skapades kampanjen "När fick Er fru en blomma sist?" av Nils Törnblom vid AAA. AAA låg även bakom kampanjen "råg i ryggen" för Wasa Spisbrödsfabrik.
AAA/Bates var Volvo Personvagnars byrå för den svenska marknaden fram till 1976.
Vidare var man långvarig byrå för Findus, Marabou och Svenska Mejeriernas Riksförförening (SMR). För SMR hade man från 1977 ansvar för Bregott. Marabou lämnade byrån med Nils-Erik Lyberg och gick över till Lybergs 1986, då det ansågs som konkurrerande kund till Saatchi & Saatchis kund Mars Incorporated.